# Aéroports de Lyon
Pour les articles homonymes, voir Aéroport de Lyon et ADL.
Aéroports de Lyon, aussi connue sous le nom Lyon Aéroport, est une entreprise française qui construit, aménage et exploite les plates-formes aéroportuaires de Lyon. Ces dernières sont l'aéroport international de Lyon-Saint-Exupéry, 4e aéroport français en nombre de passagers, et l'Aéroport de Lyon-Bron, 3e aéroport d'affaires en France.
Bien que la dénomination légale de l'entreprise soit Aéroports de Lyon, celle-ci communique sous la marque Lyon Aéroport.

## Histoire

Ancien logo.

Ces deux aéroports étaient auparavant gérés directement par la Chambre de commerce et d'industrie de Lyon mais cette dernière, par délibération du 26 février 2007, a décidé, comme la loi l'y autorise depuis 2004, d'en confier la gestion à une société distincte. Ce transfert a été approuvé par un arrêté du 2 mars 2007. 
À la création, le capital de 148 000 € est réparti entre l’État, actionnaire à hauteur de 60 %, la CCI de Lyon pour 25 % et les trois collectivités territoriales, le Grand Lyon, le Conseil général du Rhône et le Conseil régional d'Auvergne-Rhône-Alpes se partageant à parts égales 15 % du capital.
Le 5 février 2009, cette société prend le nom de LyonAirports, ce qui provoque de nombreuses réactions indignées pour ce nom anglais donné à une société française agissant en France. Le Préfet de la Région Rhône-Alpes Jacques Gérault, a demandé à l'occasion de la journée internationale de la Francophonie le retrait pur et simple de la nouvelle appellation. La société a dès lors repris son nom initial et ne devrait vraisemblablement plus en changer.
Le 14 mai 2010, Aéroports de Lyon, associé à la société turque Limak, a remporté la gestion de l'Aéroport international de Pristina. Cette concession, d'une durée de 20 ans, engage le consortium Limak-Aéroports de Lyon à investir une centaine de millions d'euros dans la rénovation de l'aéroport,.
Aéroports de Lyon était une entreprise publique jusqu'en 2016, date à laquelle un consortium composé de Vinci Airports, la Caisse des Dépôts et Predica (assurances du Crédit agricole) rachète les 60 % du capital détenu par l'État.